# W-4
W-4 — тральщик Імперського флоту Японії, який взяв участь у Другій світовій війні.
Корабель, який відносився до типу W-1, спорудили у 1925 році на верфі ВМФ у Сасебо.
З листопада 1941-го W-4 належав до 9-ї військово-морської бази. 8 листопада він полишив Куре, певний час провів у районі порту Самах (острів Хайнань), а 3 грудня прибув до місця базування в бухті Камрань (центральна частина в'єтнамського узбережжя). 5 грудня W-4 вирушив звідси і в ніч проти 8 грудня взяв участь у забезпеченні висадки на півострові Малакка в Сінгорі (Таїланд). 10 грудня W-4 повернувся до Камрані, а 10—16 грудня знову пройшов до Сінгори.
До кінця січня 1942-го корабель ще неодноразово відвідував Сінгору, зокрема 20—22 січня 1942-го W-4 разом зі ще чотирма тральщиками брав участь у проведенні з Камрані до Сінгори конвою з 11 транспортів, при цьому основний загін прикриття складався з легкого крейсера та 6 есмінців. 26 січня цей загін висадив десант у Ендау (східне узбережжя півострова Малакка за півтори сотні кілометрів північніше від Сінгапуру). Невдовзі два британські есмінці атакували японські кораблі, при цьому в нічній темряві W-4 прийняли за есмінець і випустили по ньому дві торпеди. Втім, жодна з них не влучила в ціль, а W-4 зміг попередити головні сили про наближення ворога (у підсумку один з двох британських кораблів був потоплений).
9 лютого 1942-го W-4 вийшов з Камрані у складі охорони транспортів, що везли десант до Палембангу (центр нафтовидобувної промисловості на північному узбережжі Суматри). Висадка відбулась за кілька діб та завершилась успішно.
У другій половині лютого 1942-го W-4 залучили до прикриття десанту на захід острова Ява. Розвантаження транспортів почалось у ніч проти 1 березня у трьох місцях, при цьому до затоки Бантам, де перебував загін W-4, підійшли два крейсери союзників. Втім, значно численніші японські сили підтримки знищили цього супротивника (битва у Зундській протоці).
5 березня 1942-го W-4 прибув до Сінгапуру. 8 березня корабель вийшов звідси для супроводу транспортів, що мали доставити війська до Сабангу (північне завершення Суматри), а 12 березня здійснював бойове траління в районі висадки. Далі корабель перейшов до Пенангу (порт на західному узбережжі півострова Малакка), звідки 20—23 березня прослідував до Порт-Блер на Андаманських островах, де також здійснював траління перед проходом транспортів з десантом (за іншими даними, W-4 прикривав проходження до Рангуну Другого бірманського конвою, який почав висадку військ 25 березня). 28 березня тральщик прибув до Пенангу, а 30 березня — 3 квітня прослідував до Сінгапуру.
З 8 квітня по 1 травня 1942-го W-4 проходив доковий ремонт у Сінгапурі, після чого займався тралінням у районі цієї бази. У другій половині травня корабель був переданий до військово-морського округу Сасебо (обернене до Східнокитайського моря узбережжя Кюсю) і 25 травня — 11 червня здійснив перехід до метрополії, супроводивши під час цього кілька конвоїв.
Біля місяця W-4 діяв у районі Сасебо, а з 15 липня по 31 серпня 1942-го був приписаний до загону охорони Осаки та здійснював патрулювання на східному узбережжі Японського архіпелагу в районі протоки Кії (веде до Внутрішнього Японського моря між островами Хонсю та Сікоку).
З початку вересня 1942-го W-4 відновив патрульно-ескортну службу з базуванням на Сасебо, чим займався наступні сім місяців. Зокрема, відомо, що з 6 по 29 березня він супроводив конвой G-4 по круговому маршрутут між сурабаєю та західним узбережжям Нової Гвінеї.
На початку квітня 1943-го тральщик перевели до військово-морського округу Йокосука, де W-4 діяв до кінця осені. При цьому з 4 травня по 8 червня корабель пройшов у Йокосуці ще один доковий ремонт.
З 1 грудня 1943-го корабель призначили до переводу до Південно-Східної Азії та підпорядкували 26-й спеціальній військово-морській базі (Четвертий Південний експедиційний флот, який діяв на сході Індонезії). Втім, лише 21 грудня W-4 полишив Йокосуку і 29 грудня 1943 — 4 січня 1944 супроводив конвой з Моджі до Такао (наразі Гаосюн на Тайвані). 6 січня 1944-го тральщик рушив з конвоєм із Такао до Маніли, а 12 — 21 січня перейшов звідти до острова Хальмахера (північна частина Молуккського архіпелагу) в конвої H-13.
До початку липня 1944-го W-4 ніс патрульно-ескортну службу в районі Молуккського архіпелагу, зокрема, відомо, що 14 лютого він вийшов з острова Хальмахера для супроводу конвою M-12, що рухався до Маніли, а 16 лютого відокремився та попрямував назустріч конвою H-17, що під час переходу уздовж східного узбережжя Мінданао вже втратив два транспорта. 17 лютого тральщик зустрів та прибув разом з ним наступної доби до затоки Кау (глибоко вдається в острів Хальмахера з північної сторони).
В цей же період W-4 здійснив ряд ескортних рейсів із Кау до західної частини Нової Гвінеї. Під час першого з них, який відбувся 9 березня — 5 квітня, корабель відвідав Манокварі (північно-східне завершення півострова Чендравасіх), острів Біак та Сармі (пару сотень кілометрів на захід від порту Холландія, сучасної Джаяпури). 11—23 квітня W-4 здійснив рейс до Соронгу (північно-західне завершення Чендравасіх) та Манокварі. Утретє тральщик прослідував до Манокварі 27—30 квітня, коли союзники вже висадились в Холландії.
16 липня 1944-го W-4 прибув до Батавії (наразі Джакарта), де до 13 вересня проходив ремонт. Потім тральщик здійснив рейс до Сурабаї (головний порт на сході Яви), а 3 жовтня прибув до Сінгапуру, де увійшов до складу кораблів 10-ї військово-морської бази.
5 березня 1945-го W-4 вийшов з Сінгапуру у складі ескорту конвою HI-88-I, який збирались провести до Японії. Втім, тральщик супроводжував цей загін не далі ніж до Кап-Сен-Жак (наразі Вунгату на узбережжі Південного В'єтнаму).
12 червня 1945-го W-4 разом з есмінцем «Камікадзе» почали ескортувати танкер «Тохо-Мару», який прямував з Сінгапуру до Французького Індокитаю. 15 червня в Сіамській затоці ворожі бомбардувальники потопили танкер та завдали певних пошкоджень обом кораблям ескорту.
На момент капітуляції Японії W-4 перебував у Сінгапурі, де й потрапив у руки союзників. 11 липня 1946-го тральщик затопили поблизу Сінгапура.